# تالتمسن

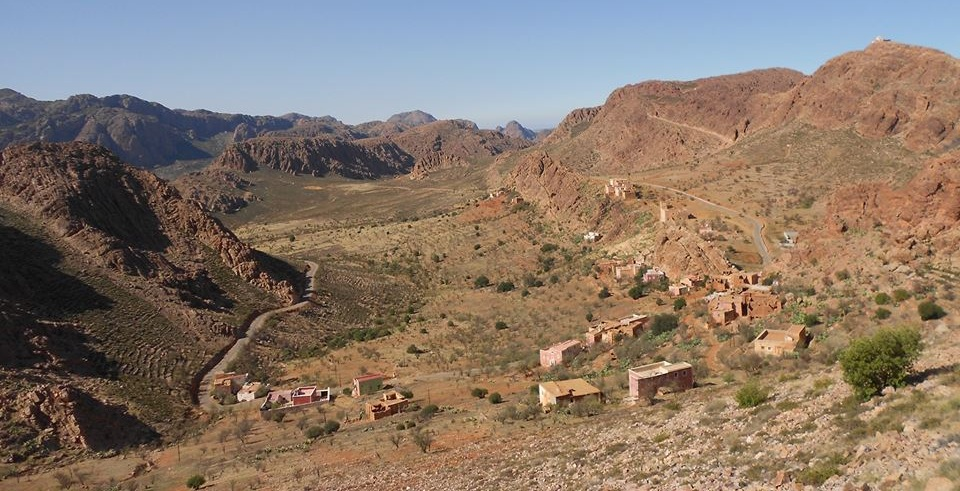
تالتمسن

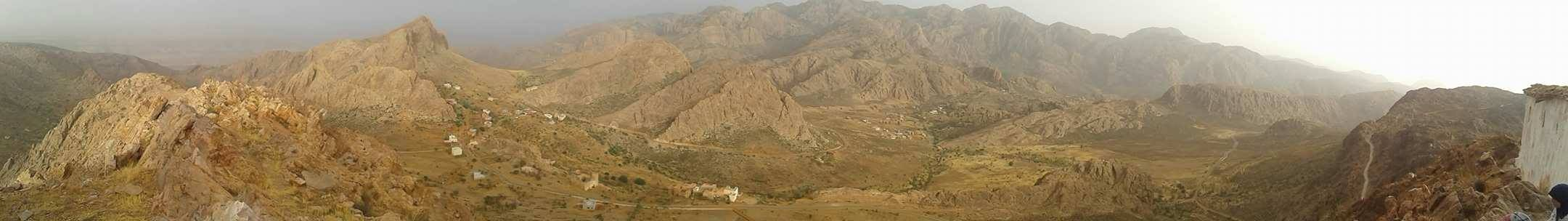

تالتمسن (در آمازیغی: ⵜⴰⵍⵜⵎⵙⵏ) یک روستای کوچک در جنوب مراکش در جماعه أوکنز، إقلیم شتوکة آیت باها، منطقه سوس ماسة است. این جمعیت ۵۵ سال دارد